# Max Nemitz
Max Nemitz (* 10. März 1888 in Damerkow, Kreis Bütow; † 1970 in Aachen) war ein deutscher Lehrer, Schriftsteller und Heimatforscher.

## Leben
Nemitz wurde am Schullehrer-Seminar in Bütow zum Lehrer ausgebildet. Von 1912 bis 1945 wirkte er als Lehrer in Tschebiatkow (später in Radensfelde umbenannt) im Kreis Bütow, unterbrochen von der Teilnahme am Ersten Weltkrieg. 1945 wurde er durch die Sowjetmacht  verschleppt. Nach seiner Rückkehr 1949 – seine hinterpommersche Heimat war nach dem Zweiten Weltkrieg an Polen gekommen – lebte er in Aachen. Hier engagierte er sich in der Pommerschen Landsmannschaft. 

## Werke

### Schöne Literatur
- Feldblumen. Gedichte. Aurora, Dresden-Weinböhla 1920.
- Aus dem Reigen des Lebens. Romantik-Verlag, Leipzig 1929.
- Vom Lebensweg. Pommersche Lyrik. Selbstverlag, Aachen-Forst 1964.

### Heimatforschung
- Geschichte der Stadt und des Kreises Bütow. Stadt Frankenberg-Eder, Frankenberg 1967. (Gabe der Stadt Frankenberg-Eder zum 4. Patenschaftstreffen des Heimatkreises Bütow)[1]